# Antiphytum hintoniorum
Antiphytum hintoniorum là loài thực vật có hoa trong họ Mồ hôi. Loài này được L.C.Higgins & B.L.Turner mô tả khoa học đầu tiên năm 1983.